# Liburnia intrudens
Liburnia intrudens är en insektsart som först beskrevs av Frederick Arthur Godfrey Muir 1930.  Liburnia intrudens ingår i släktet Liburnia och familjen sporrstritar. Inga underarter finns listade i Catalogue of Life.